# Сьерра-Леоне на летних Олимпийских играх 2012
Сьерра-Леоне на летних Олимпийских играх 2012 была представлена двумя спортсменами в лёгкой атлетике.

## Результаты соревнований

### Лёгкая атлетика
Сборная Сьерра-Леоне завоевала одну лицензию B в прыжках в длину у женщин. Данная лицензия дала право выставить одну спортсменку в этой дисциплине.
Спортсменов — 2
Мужчины
| Дисциплина | Спортсмен     | Предварительный раунд | Предварительный раунд | Четвертьфиналы | Четвертьфиналы | Полуфиналы | Полуфиналы | Финал     | Финал |
| Дисциплина | Спортсмен     | Результат             | Место                 | Результат      | Место          | Результат  | Место      | Результат | Место |
| ---------- | ------------- | --------------------- | --------------------- | -------------- | -------------- | ---------- | ---------- | --------- | ----- |
| 200 м      | Ибрахим Тюрей | 21,90                 | 8                     |                |                |            |            |           |       |

Женщины
| Дисциплина     | Спортсмен | Предварительный раунд | Предварительный раунд | Четвертьфиналы | Четвертьфиналы | Полуфиналы | Полуфиналы | Финал     | Финал |
| Дисциплина     | Спортсмен | Результат             | Место                 | Результат      | Место          | Результат  | Место      | Результат | Место |
| -------------- | --------- | --------------------- | --------------------- | -------------- | -------------- | ---------- | ---------- | --------- | ----- |
| прыжки в длину | Ола Сесей | 6,22                  | 23                    |                |                |            |            |           |       |